# Kazanski kremelj
Kazanski kremelj (rusko Казанский Кремль, latinizirano: Kazanskij Kreml',  tatarsko Казан кирмәне, Kazan kirmәne) je največja ruska zgodovinska citadela. Zgrajen je bil na zahtevo carja Ivana Groznega na ruševinah nekdanjega gradu kazanskih kanov. Leta 2000 je bil razglašen za mesto svetovne dediščine.

## Spomeniki
V Kazanskem kremlju je veliko starih zgradb. Najstarejša je stolnica Marijinega oznanjenja (1554-1562), edina ruska cerkev iz 16. stoletja s šestimi nadstropji in petimi apsidami. Kot večina kazanskih zgradb iz tega obdobja je zgrajena iz svetlega lokalnega peščenjaka in ne iz opeke. Gradnjo kamnitega Kazanskega kremlja je car zaupal pskovskima arhitektoma Postniku Jakovlevu in Ivanu Širjajevu, imenovanemu Barma. Zvonik stolnice je imel na zahtevo Ivana Groznega pet nadstropij in bil podoben zvoniku Ivana Velikega v Moskvi. Sovjeti so ga leta 1930 podrli.
Najbolj opazna znamenitost Kazanskega kremlja je Sujumbikin stolp, zgrajen verjetno v obdobju Petra Velikega. Dobro znana legenda povezuje stolp s Sujumbike, zadnjo vladarico Kazanskega kanata. 
Druga prepoznavna zgradba je (Spasski) Odrešenikov stolp na južnem robu kremlja, ki služi kot glavni vhod v kremelj. Stolp je dobil ime po bližnjem samostanu Spasski. K samostanskim zgradbam spadata cerkev sv. Nikolaja (1560. leta, štiri nadstropja) in stolnica Odrešenikove preobrazbe (1590. leta, šest nadstropij). Cerkvi sta bili v Stalinovem obdobju porušeni. 
Zanimivi so tudi snežno beli tolpi in obzidje iz 16. in 17. stoletja, ki so bili kasneje obnovljeni. Nedavno sta bili ponovno zgrajeni mošeja Qol-Şärif in   Guvernerjeva hiša, zgrajena po načrtih Konstantina Thona, ki je zdaj palača predsednika republike Tatarstan. Za palačo velja, da stoji na mestu nekdanje kanove palače. Med predsednikovo palačo in Sujumbikinim stolpom je palačna cerkev, zgrajena na temeljih srednjeveške mošeje. 
Na severnem obzidju kremlja je še en vhodni stolp, tako imenovani Tajni stolp. Ime je dobil po tajnem vodnjaku v njem. Vhod je namenjen samo pešcem in vozilom na nujnih vožnjah.

## Galerija
- Sujumbikin stolp
- Stolp samostana Odrešenikove preobrazbe
- Tajni stolp
- Stolp Spasskaja
- Severno pročelje Topniškega dvora
- Vzhodno obzidje Kazanskega kremlja
- Guvernerjeva palača/Palača predsednika republike Tatarstan
- Panorama Kazanskega kremlja
- Grobnice kazanskih kanov
- Kazanski kremelj leta 1839
- Kazanski kremelj leta 1911
- Cerkev Kazanskega kremlja
- Samostan Odrešenikove preobrazbe iz 19. stoletja
- Notranjost Kazanskega kremlja v zgodnjem 20. stoletju
- Južno pročelje Topniškega dvora
- Mošeja Kul-arif

## Sklic
1. ↑  Sergeĭ, Sokolov. Kazanʹ: portret v stile impressionizma (2 izd.). Kazan. ISBN 9785922204088. OCLC 832701265.

## Vir
- Соколов С.В. Казань. Портрет в стиле импрессионизма. Казань: Отечество, 2011. str. 46-52.  ISBN 978-5-9222-0408-8.